# Binder (Familienname)
Lili Binder (1919–1999)

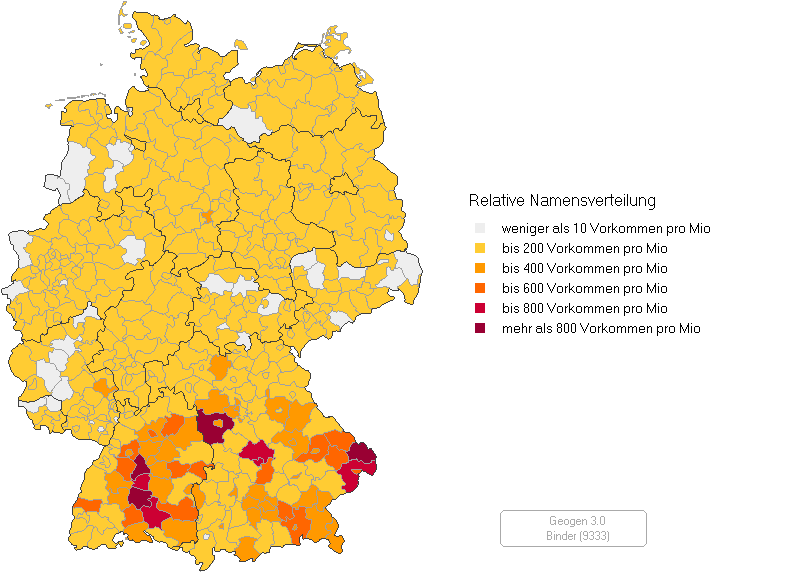
Häufigkeit des Nachnamens Binder in Deutschland

Binder ist ein Familienname, der von der Berufsbezeichnung des Fassbinders stammt.

## Namensträger

### A
- Abraham Binder (1895–1966), US-amerikanischer Komponist
- Adolf Binder (1876–1935), österreichischer Arzt und Entomologe
- Adolphe Binder (* 1969), deutsche Kulturmanagerin und Tanzkuratorin
- Albert von Binder (1804–1868), Prälat und Generalsuperintendent von Ludwigsburg
- Albert Binder (1910–1947), deutscher Ordensgeistlicher, Benediktiner und Theologe, siehe Basilius Binder
- Albert Binder (Schiedsrichter) (1928–2002), deutscher Fußball-Schiedsrichter
- Alexander Binder (Fotograf) (1888–1929), deutscher Fotograf
- Alexander Binder (Regisseur) (* 1969), österreichischer Filmregisseur, Kameramann und Produzent
- Alfred Binder (Maler) (1895–1950), deutscher Maler
- Alfred Binder, deutscher Sachbuchautor
- Alois Binder (1857–1933), österreichischer Genre-, Porträt- und Stilllebenmaler
- Alwin Binder (1934–2017), deutscher Germanist und Literaturwissenschaftler
- Apollonia Binder (1898–1944), österreichische Hilfsarbeiterin und Widerstandskämpferin gegen den Nationalsozialismus
- Aranka Binder (* 1966), serbische Sportschützin
- Ariane Binder (* 1974), deutsche Journalistin und Fernsehmoderatorin
- Arthur Binder (1919–1976), deutscher Schauspieler und Hörspielsprecher
- Axel Binder (* 1958), deutscher General

### B
- Basilius Binder (1910–1947), Benediktiner im bayerischen Kloster Metten und Professor für Moraltheologie an der Theologischen Fakultät in Salzburg
- Bastian Binder († um 1540), deutscher Baumeister der Spätgotik und Frührenaissance
- Beate Binder (* vor 1980), deutsche Ethnologin
- Beppo Binder, österreichischer Sänger
- Bernd Binder (Mediziner) (1945–2010), österreichischer Arzt, Physiologe und Hochschullehrer
- Bernd Lütz-Binder (* 1942), deutscher Rechtsanwalt und Strafverteidiger
- Bernhard Binder (1923–2017), deutscher Architekt
- Brad Binder (* 1995), südafrikanischer Motorradrennfahrer
- Bruno Binder (Archivar) (1890–1945), deutscher Lehrer und Archivar
- Bruno Binder (Jurist) (* 1948), österreichischer Jurist und Hochschullehrer
- Bruno Binder-Krieglstein (1908–1990), österreichischer Verwaltungsjurist

### C
- Carl Binder (1816–1860), österreichischer Musiker und Komponist
- Carl Binder (Bildhauer) (1880–1964), Schweizer Bildhauer
- Carl Binder (Maler) (1906–1985), Schweizer Art-brut-Maler
- Christa Binder (* 1947), österreichische Wissenschaftshistorikerin
- Christian Binder (Autor) (1741–1823), Verfasser von Wirtembergs Kirchen- und Lehrämter, Tübingen 1798/1800
- Christian Binder (Segler) (* 1962), österreichischer Segler
- Christian Binder (Koch) (* 1983), deutscher Koch
- Christiane Binder-Gasper (Pseudonyme Hildegard Maria Binder, Christiane Gasparri; 1935–2023), deutsche Schriftstellerin
- Christina Binder (* 1973), österreichische Hochschullehrerin und Rechtswissenschaftlerin
- Christlieb Siegmund Binder (1723–1789), deutscher Komponist
- Christoph Binder (Theologe) (1519–1596), deutscher Theologe
- Christoph Binder (Bibliothekar) (Christoph Heinrich Binder; * 1951), österreichischer Bibliothekar
- Christoph Binder (Eishockeyspieler), österreichischer Eishockeyspieler
- Christoph Binder (Hockeyspieler) (* 1991), österreichischer Hockeyspieler
- Christoph Wagner-Binder (geboren als Christoph Binder; * 1991), österreichischer Fußballspieler
- Claudia Kristofics-Binder (* 1961), österreichische Eiskunstläuferin
- Claudia R. Binder (* 1966), schweizerisch-kanadische Nachhaltigkeitsforscherin
- Claudia Ulla Binder (* 1959), deutsche Improvisationsmusikerin und Komponistin

### D
- Darryn Binder (* 1998), südafrikanischer Motorradrennfahrer
- David Binder (Fußballspieler) (1893–1917), deutscher Fußballspieler
- David Binder (Journalist) (1931–2019), US-amerikanischer Journalist und Korrespondent
- David Binder (Produzent) (* 1967), US-amerikanischer Theaterproduzent
- Dieter-Anton Binder (* 1953), österreichischer Historiker und Hochschullehrer

### E
- Eando Binder, Pseudonym der US-amerikanischen Autoren Earl Andrew Binder (1904–1965) und Otto Binder (1911–1974)
- Eberhard Binder (Politiker) (1854–1907), Schweizer Politiker
- Eberhard Binder (Grafiker) (auch Eberhard Binder-Staßfurt; 1924–1998), deutscher Grafiker, Illustrator und Buchgestalter
- Elfriede Binder (* 1927), deutsche Illustratorin
- Elisabeth Binder (Schriftstellerin) (* 1951), Schweizer Schriftstellerin
- Elisabeth Binder (Journalistin), deutsche Journalistin
- Elisabeth Binder (Medizinerin) (* 1971), österreichische Medizinerin und Neurowissenschaftlerin
- Else Schwarz-Binder (1914–2000), deutsche Malerin und Grafikerin
- Emil Binder (1901–nach 1945), deutscher Kommunalpolitiker (NSDAP)
- Erich Binder (Diplomat), österreichischer Diplomat
- Erich Binder (Musiker) (1947–2023), österreichischer Violinist und Dirigent
- Ernst Binder (Theologe) (1882–1958), siebenbürgischer Theologe und Schulleiter
- Ernst Binder (Unternehmer) (1904–1986), deutscher Unternehmer
- Ernst M. Binder (1953–2017), österreichischer Dichter und Theaterregisseur
- Erwin Binder (1932–1999), deutscher Politiker (DBD)
- Eugen Binder (1862–1933), österreichisch-slowakischer Schriftsteller
- Eugen Binder von Krieglstein (1873–1914), österreichischer Kriegsberichterstatter und Reiseschriftsteller
- Eukarius Binder (auch Eucharius Binder oder Carius Binder; † 1527), Evangelist und Märtyrer der Täuferbewegung

### F
- Fabian Binder (* 1987), deutscher Schauspieler
- Felix Binder (* 1977), deutscher Regisseur und Drehbuchautor
- Florian Binder (* 2003), österreichischer Fußballspieler
- Franz Binder (Forscher) (1824–1875), siebenbürgischer Kaufmann und Afrika-Forscher
- Franz Binder (Journalist) (1828–1914), deutscher Journalist
- Franz Binder (Politiker, 1881) (1881–1944), österreichischer Politiker (CS), Burgenländischer Landtagsabgeordneter
- Franz Binder (Widerstandskämpfer) (1902–1956), österreichischer Widerstandskämpfer
- Franz Binder (Politiker, 1911) (1911–1986), deutscher Politiker (CDU), MdA Berlin
- Franz Binder (Fußballspieler) (1911–1989), österreichischer Fußballspieler und -trainer
- Franz Binder (Politiker, 1921) (1921–1997), österreichischer Politiker (SPÖ), Niederösterreichischer Landtagsabgeordneter
- Franz Binder (Holzindustrieller) (1924–2013), österreichischer Unternehmer
- Franz Binder (Sänger) (* 1950), österreichischer Sänger
- Franz Binder (Autor) (* 1952), deutscher Schriftsteller, Fotojournalist und Grafik-Designer
- Franz Binder von Krieglstein (1774–1855), österreichischer Diplomat
- Franz-Josef Binder (1908–1960), österreichisch-niederländischer Motorradrennfahrer und Ingenieur
- Friedrich Binder (Unternehmer) (1847–1933), deutscher Kettenmacher, Unternehmer und Firmengründer, siehe Binder FBM
- Friedrich Binder (Heimatforscher) (1916–2001), deutscher (donauschwäbischer) Lehrer und Heimatforscher
- Friedrich Binder von Krieglstein (1708–1782), österreichischer Staatsmann
- Fritz Binder (Musiker) (1873–1945), Chorleiter und Komponist in Danzig und Nürnberg
- Fritz Binder (Schriftsteller) (1909–1959), deutscher Mundartschriftsteller
- Fritz Binder-Krieglstein (* 1958), österreichischer Jurist, Firmeninhaber (Erneuerbare Energien), Publizist und Autor

### G
- Gabriele Binder (Alpinistin) (* 1958), österreichische Alpinistin
- Gabriele Binder (Kostümbildnerin) (* 1961), deutsche Kostümbildnerin
- Gabriele Binder-Maier (* 1956), österreichische Politikerin (SPÖ)
- Georg Binder (Lehrer) (um 1495–1545), Spielleiter, Schulmeister, Dichter
- Georg Binder (Richter) (1870–1936), österreichischer Richter und Forstwirt
- Georg Paul Binder (1784–1867), siebenbürgischer evangelischer Theologe
- Gerhard Binder (Grafiker) (1912–1997), deutscher Grafiker
- Gerhard Binder (Altphilologe) (1937–2023), deutscher Altphilologe
- Gerhard Binder (Schachspieler) (* 1944), deutscher Schachspieler
- Gerhild Binder, deutsche Fußballspielerin
- Gertraud Ellinger-Binder (* 1938), deutsche Malerin
- Gottfried Binder (* 1979), deutscher Künstler, Philosoph und Kunsthistoriker
- Gottlob Binder (1885–1961), deutscher Politiker (SPD)
- Gustav von Binder (1807–1885), deutscher Gymnasiallehrer und Politiker
- Gustav Binder (1854–1935), deutscher Feuerwehrkommandant
- Gustav Binder (SS-Mitglied) (1910–1947), österreichischer SS-Unterscharführer

### H
- Hanna Binder (* 1985), deutsche Schauspielerin und Theaterregisseurin
- Hannes Binder (* 1947), Schweizer Comiczeichner, Illustrator und Maler
- Hanns Binder (1902–1987), deutscher Heimatforscher und Dichter
- Hans Binder (Mediziner) (1899–1989), Schweizer Psychiater
- Hans Binder (Ruderer) (1909–??), österreichischer Ruderer
- Hans Binder (Höhlenforscher) (1924–2005), deutscher Realschullehrer und Höhlenforscher
- Hans Binder (Rennfahrer) (* 1948), österreichischer Automobilrennfahrer
- Hans Binder (Leichtathlet) (* 1949), deutscher Geher
- Hans Binder (Architekt) (* 1963), Schweizer Architekt und Hochschullehrer
- Hans-Otto Binder (1940–2017), deutscher Historiker, Hochschullehrer und Tübinger Lokalpolitiker
- Harry H. Binder (* 1934), rumänisch-deutscher Physiker, Chemiker und Autor
- Hartmut Binder (* 1937), deutscher Germanist
- Hedwig M. Binder (* 1956), deutsche Übersetzerin
- Heinrich Binder (Chefredakteur) (1862–1925), Chefredakteur des Linzer Volksblatts
- Heinrich Binder, Pseudonym von Alfred Kurella (1895–1975), deutscher Schriftsteller, Übersetzer und Kulturfunktionär
- Heinrich Binder (Künstler) (1911–1999), Schweizer Maler, Graphiker und Plastiker
- Heinrich Binder (Mediziner) (* 1947), österreichischer Neurologe
- Heinrich Binder (Manager) (* 1950), deutscher Jurist und Industriemanager
- Heinz Binder (1943–2024), österreichischer Fußballspieler
- Heinz-Georg Binder (1929–2009), deutscher Theologe
- Helene Binder (1855–1915), deutsche Lehrerin und Schriftstellerin
- Helmut Binder (Unternehmer, 1927) (* 1927), deutscher Unternehmer und Schriftsteller
- Helmut Binder (Unternehmer, 1965) (* 1965), deutscher Unternehmer und Manager (siehe Materna (Unternehmen))
- Herbert Binder (Fussballspieler, I), Schweizer Fußballspieler
- Herbert Binder (Sportschütze) (* 1932), Schweizer Sportschütze
- Herbert Binder (Fußballspieler, 1934) (* 1934), deutscher Fußballspieler
- Herbert Binder (Verleger) (* 1937), österreichischer Verleger
- Herbert Binder (Paläontologe) (* 1947), österreichischer Paläontologe
- Hermann Binder (* 1945), deutscher Orgelbauer in Siebenbürgen
- Hubert Binder (1933–2018), deutscher Kommunalpolitiker (SPD) und Bürgermeister der Stadt Greven
- Hugo Binder (1893–1960), deutscher Gewerkschafter, NS-Verfolgter und Kommunalpolitiker (KPD)

### J
- Jakob Binder (1866–1932), deutscher Politiker (SPD)
- Jakob Friedrich Binder (1787–1856), Bürgermeister von Nürnberg
- Johann Binder (Schriftsteller) (1767–1805), siebenbürgisch-sächsischer Schriftsteller
- Johann Binder (Politiker), österreichischer Politiker (SPÖ)
- Johann Friedrich Wilhelm Binder (1857–1898), siebenbürgisch-sächsischer Politiker
- Josef Binder (1829–1892), österreichischer katholischer Geistlicher und Politiker
- Joseph Binder (Maler) (1805–1863), österreichischer Maler und Zeichner
- Joseph Binder (Komponist) (1817–1892), österreichischer Komponist
- Joseph Binder (Designer) (1898–1972), österreichischer Grafikdesigner
- Joseph Binder von Degenschild (1742–1813), österreichischer Feldmarschalleutnant
- Joseph Friedrich Gustav Binder (1897–1991), deutscher Grafiker und Maler
- Julius Binder (Philosoph) (1870–1939), deutscher Rechtsphilosoph
- Julius Binder (Politiker) (* 1925), Schweizer Politiker (CVP)
- Jürgen Binder (* 1947), deutscher Politiker (CDU)

### K
- Karin Binder (* 1957), deutsche Politikerin
- Karl Binder (Journalist) (1874–1954), deutscher Journalist und Redakteur
- Karl Binder (Künstler) (* 1959), österreichischer Airbrush-Maler, Tattooist, Illustrator und Designer
- Karl-Friedrich Binder (1937–2012), deutscher Politiker, Oberbürgermeister von Schwäbisch Hall
- Karl Wilhelm Heinrich Binder (1783–1852), Oberamtmann im Oberamt Gmünd und Abgeordneter in den Württembergischen Landständen
- Károly Binder (* 1956), ungarischer Pianist und Komponist
- Karsten Binder, deutscher Hörfunkjournalist
- Klaus Binder (* 1946), deutscher Lektor und Übersetzer
- Kurt Binder (1944–2022), österreichischer Physiker

### L
- Lars Binder (* 1973), deutscher Jazzmusiker
- Laura Binder (* 1994),  deutsche Journalistin
- Lennart Binder (* 1948),  Rechtsanwalt und Menschenrechtsaktivist
- Lili Binder (1919–1999), Schweizer Weberin, Zeichnerin und Grafikerin
- Louis Hauser-Binder (1861–1914), Schweizer Architekt
- Ludwig Binder (Sänger) (Ludwig Bartholome Binder), deutscher Meistersinger und Dichter
- Ludwig Binder (Elektrotechniker) (1881–1958), deutscher Elektrotechniker
- Ludwig Binder (Maler) (1911–1968), deutscher Maler und Illustrator
- Ludwig Binder (Kirchenhistoriker) (1914–1989), rumänischer Kirchenhistoriker
- Ludwig Binder (Fotograf) (1928–1980), deutscher Fotojournalist
- Lukas Binder (* 1992), deutscher Handballspieler

### M
- M. M. Binder-Scholten (1933–2019), deutsch-rumänischer Schriftsteller
- Margarete Binder (1801–1870), deutsche Theaterschauspielerin
- Margit Binder (* 1943), Geburtsname der Ehefrau des ehemaligen österreichischen Bundespräsidenten Heinz Fischer, siehe Margit Fischer
- Margot Binder (* 1977), österreichische Schauspielerin
- Marianne Binder-Keller (* 1958), Schweizer Politikerin (CVP)
- Markus Binder (* 1963), österreichischer Musiker und Produzent
- Martin Binder (1849–1904), deutscher Orgelbauer
- Martin Binder (Wirtschaftswissenschaftler) (* 1978), deutscher Ökonom
- Mascha Binder (* 1978), deutsche Internistin
- Mathias Binder (* 1972), Schweizer Ruderer
- Matthäus Binder (1822–1893), österreichischer Bischof
- Matthias Binder (1704/1705–1777), Baumeister des Deutschen Ordens
- Matti Binder (* 1998), deutscher Volleyball- und Beachvolleyballspieler
- Maurice Binder (1925–1991), US-amerikanischer Filmschaffender
- Max Binder (Politiker, 1911) (1911–2010), deutscher Politiker
- Max Binder (Politiker, 1947) (* 1947), Schweizer Politiker
- Maximilian Binder (Verwaltungsbeamter) (1863–1941), württembergischer Verwaltungsbeamter
- Michael Binder (Politiker, I), siebenbürgischer Politiker, Mitglied des Österreichischen Abgeordnetenhauses
- Michael Binder (Politiker, 1920) (1920–2002), deutscher Politiker (SPD), MdL Bayern
- Michael Binder (Fußballspieler, 1966) (* 1966), österreichischer Fußballspieler
- Michael Binder (Wirtschaftswissenschaftler) (* 1967), deutscher Wirtschaftswissenschaftler und Hochschullehrer
- Michael Binder (Fußballspieler, 1969) (* 1969), österreichischer Fußballspieler
- Michael Binder (Biologe) (* 1975), deutscher Biologe
- Michael Binder (Handballspieler) (* 1981), deutscher Handballspieler
- Michael Binder (Saxophonist) (* 1988), deutscher Jazzmusiker
- Michael Binder (Triathlet), deutscher Paratriathlet
- Michael Balthasar Binder (1937–2018), deutscher Maler
- Mihaela Ungureanu-Binder (* 1964), rumänische Opernsängerin (Mezzosopran)
- Mike Binder (* 1958), US-amerikanischer Drehbuchautor, Filmproduzent, Filmregisseur und Schauspieler
- Moritz Binder (Drehbuchautor) (Moritz S. Binder; * 1982), deutscher Drehbuchautor
- Moritz Binder (Mediziner) (* 1985), deutscher Mediziner
- Moritz Binder (Radsportler) (* 2005), deutscher Radsportler
- Moritz Julius Binder (1877–1947), deutscher Kunsthistoriker, Museumsleiter und Kunstsammler

### N
- Nadja Braun Binder (* 1975), Schweizer Juristin
- Nicolas Binder (* 2002), österreichischer Fußballspieler
- Nicolas Binder (Musiker), deutscher EDM-Musiker
- Nicolaus Binder (Ratsherr) (1738–1799), Jurist und Ratsherr der Hansestadt Lübeck
- Nicolaus Binder (1785–1865), deutscher Jurist und Hamburger Bürgermeister
- Nora Binder (* 1984), deutsche Schauspielerin

### O
- Oliver Binder (* 1985), österreichischer Volleyball-Nationalspieler
- Oswald Binder (um 1455/1460–1527), katholischer Priester, Benediktiner und Abt des Klosters Murrhardt
- Otto Binder (Manager) (1910–2005), österreichischer Versicherungsmanager
- Otto Binder (Schriftsteller) (1911–1974), US-amerikanischer Schriftsteller

### P
- Pat Binder (* 1960), argentinische Künstlerin
- Paul Binder (1902–1981), deutscher Politiker (CDU)
- Peter Binder (Politiker, 1795) (1795–1866), deutscher Politiker, MdL Bayern
- Peter Binder (Neonazi) (* 1967), österreichischer Neonazi
- Peter Binder (Politiker, 1973) (* 1973), österreichischer Politiker (SPÖ), Oberösterreichischer Landtagsabgeordneter

### R
- Rainer Binder-Krieglstein (* 1966), österreichischer Musiker
- Reinhard Binder (* 1955), deutscher Fußballspieler
- Reinhold Binder (* 1978), österreichischer Gewerkschafter
- René Binder (* 1992), österreichischer Rennfahrer
- Robin Binder (* 1994), deutscher Fußballspieler
- Roland Binder (* 1940), deutscher Automobilrennfahrer
- Rolf Binder (Bildhauer) (1926–2017), deutscher Bildhauer
- Rolf Binder (1929–2016), Schweizer Berufsoffizier
- Rudolf Binder (Politiker) (zwischen 1460 und 1470–1538), Schweizer Politiker und Unterstützer Ulrich Zwinglis
- Rudolf Binder (Unternehmer) (1747–1815), Schweizer Unternehmer und Politiker
- Rudolf Binder (Schriftsteller) (1810–1862), deutscher Schriftsteller
- Rudolf Kristofics-Binder (1896–1969), österreichischer Politiker (ÖVP), Abgeordneter zum Nationalrat
- Rudolph M. Binder (1865–1950), US-amerikanischer Soziologe

### S
- Sabine Binder (* 1971), österreichische Politikerin (FPÖ), Landtagsabgeordnete
- Sandra Binder (* 1985), deutsche Autorin
- Sascha Binder (* 1983), deutscher Politiker (SPD)
- Sebastian Binder (Sänger) (1792–1845), österreichischer Sänger (Tenor) und Gesangspädagoge
- Sebastian Binder (Regisseur) (* 1983), deutscher Regisseur und Drehbuchautor
- Shlomi Binder (* 1975), israelischer Offizier, Leiter des Militärgeheimdienstes
- Siegfried Binder (* 1968), österreichischer Musiker und Komponist
- Stefan Binder (Germanist) (1907–1997), rumäniendeutscher Germanist und Hochschullehrer
- Stefan Binder (Fußballspieler, 1978) (* 1978), deutscher Fußballspieler
- Stefan Binder (Fußballspieler, 1999) (* 1999), österreichischer Fußballspieler
- Sybille Binder (1895–1962), österreichische Schauspielerin
- Sibylle Luise Binder (1960–2020), deutsche Schriftstellerin

### T
- Theo Binder (1924–2014), österreichischer Germanist
- Theodor Binder (1919–2011), deutscher „Urwaldarzt“
- Thomas Binder (Schriftsteller) (* 1946), Schweizer Schriftsteller
- Thomas Binder (Illustrator) (* 1958), deutscher Illustrator
- Thomas Binder (Ingenieur) (* 1968), deutscher Maschinenbauer und Hochschullehrer
- Thomas Binder (Philosoph), österreichischer Philosoph
- Thomas Binder (Produzent) (* 1984), österreichischer Film- und Musikproduzent
- Tony Binder (1868–1944), österreichischer Kunstmaler

### U
- Ulrich Binder (Erziehungswissenschaftler) (* 1965), österreichischer Erziehungswissenschaftler
- Ursula Binder-Hagelstange (1911–2003), deutsche Kunsthistorikerin und Journalistin

### W
- Walter Binder (Gewerkschafter) (1894–1947), deutscher Gewerkschaftsfunktionär und SPD-Luftfahrtexperte
- Walter Binder (Künstler) (1909–1968), Schweizer Holzschneider, Grafiker, Illustrator und Bildhauer
- Walter Binder (Architekt) (1916–nach 1971), deutscher Architekt
- Walter Binder (Fotograf) (1931–2020), Schweizer Fotograf
- Walter Binder (Fußballspieler) (* 1958), österreichischer Fußballspieler
- Wiebke Binder (* 1980), deutsche Journalistin und Moderatorin
- Wilhelm Binder (Philologe) (1810–1876), deutscher Philologe und Übersetzer
- Wilhelm Binder (Politiker) (1853–1928), österreichischer Jurist und Politiker
- Wilhelm Binder (Schriftsteller) (1909–2004), österreichischer Journalist und Schriftsteller
- Wilhelm Binder (Unternehmer) (1913–2003), deutscher Unternehmer, Erfinder und Mäzen
- Wilhelm Schmid-Binder (1871–1955), Schweizer Entomologe
- Wolfgang Binder (Germanist) (1916–1986), deutscher Germanist
- Wolfgang Binder (Moderator) (* 1957), deutscher Moderator
- Wolfgang H. Binder (* 1969), österreichischer Chemiker und Hochschullehrer